# غاي أنتوني دي ماركو
غاي أنتوني دي ماركو (بالإنجليزية: Guy Anthony De Marco)‏ (1963، نيويورك في الولايات المتحدة)؛ سياسي، كاتب أغاني، شاعر غنائي وروائي أمريكي.